# Pelican Island (ö i Barbados)
Pelican Island var en ö i Barbados. Den fanns i parishen Saint Michael, i den sydvästra delen av landet. På grund av landåtervinning är området en del av staden Bridgetown.